# هجوم رفح (أغسطس 2013)
هجوم رفح الثاني أو مذبحة رفح الثانية هو هجوم مسلح نفذ على الحدود بين مصر وإسرائيل في 19 أغسطس 2013، من قبل جماعة أنصار بيت المقدس، والتي أسفرت عن مقتل 25 شرطيا مصرياً، وإصابة اثنين آخرين، بعد أن أوقف مسلحون حافلتين تقل الشرطة في في شبه جزيرة سيناء ثم قاموا بإنزالهم وتصفيتهم رميا بالرصاص.